# Attefallshus
Attefallshus (attefallare) är i Sverige en ny typ av komplementbyggnad som från den 2 juli 2014 kan byggas utan bygglov på många tomter. Attefallshuset får ha upp till 30 m² byggnadsarea och 4 meter nockhöjd, och det kan inredas till permanentbostad. De nya bestämmelserna omfattar totalt fem olika typer av åtgärder: komplementbostadshus (en självständig bostad), komplementbyggnad (till exempel garage), tillbyggnad, en extra bostad och nya takkupor. Den nya byggnadstypen har uppkallats efter Stefan Attefall som var Sveriges bostadsminister mellan 2010 och 2014. 2017 inleddes en statlig utredning om större yta för attefallshus, vilken ledde till att komplementbostadshus från den 1 mars 2020 får ha 30 m2 byggnadsarea.

## Historia
I december 2013 presenterade Boverket en rapport som föreslog att den sammanlagda arean för friggebodar skulle få uppgå till 20 kvadratmeter. I samma utredning undersöktes även en ny byggnadstyp med byggnadsarea upp till 25 kvadratmeter som skulle kunna användas som permanent bostad. Bostadsministern sade då till SVT att regeringen förordade båda förslagen. Regeringen lade i februari 2014 fram en lagrådsremiss som fick mycket kraftig kritik av Lagrådet. Kritiken ledde till vissa ändringar i propositionen när den lades fram i mars 2014.
Intresset för den nya hustypen var stort när den presenterades och Villaägarnas riksförbund bedömde att reformen skulle kunna ge 150 000 till 200 000 nya bostäder. Resultatet blev dock inte så många bostäder; under 2015 inkom drygt 1000 anmälningar om attefallsbostäder. Antalet attefallshus som fått börja byggas har ökat varje år sedan 2014. Den 1 mars 2020 utökas ytan för komplementbostadshus till 30 m². Från och med 1 augusti 2020 får både komplementbyggnad och komplementbostad vara 30kvm. Tidigare fick komplementbyggnad endast vara 25kvm.

## Bestämmelserna
De åtgärder som ingår i de nya bestämmelserna gäller bara på tomter som redan är bebyggda med ett en- eller tvåbostadshus. Det finns begränsningar i bygglovfriheten, till exempel på hus och i områden som är särskilt värdefulla från historisk synpunkt. Det är inte heller tillåtet att bygga Attefallshus eller tillbyggnad närmare gräns mot granne än 4,5 meter om inte den berörda grannen medger det. 
Åtgärderna kräver inte bygglov, men med undantag för vissa takkupor kräver de bygganmälan till kommunen och att kommunen lämnar startbesked innan byggnadsarbetena påbörjas. Kommunens byggnadsnämnd ska pröva att åtgärden kan antas uppfylla kraven enligt plan- och bygglagen och andra föreskrifter. Byggnadsnämnden kan neka startbesked om åtgärden inte fyller kraven på bygglovbefrielse eller om åtgärden strider mot något annat, till exempel regler om skydd mot brand och olyckor. Ligger tomten nära vatten kan det behövas strandskyddsdispens. 
De tidigare reglerna för friggebodar behålls, det blir alltså möjligt att både ha ett Attefallshus och en friggebod på tomten. Den som har en tomt med ett en- eller tvåbostadshus kan därför bebygga den med en eller flera friggebodar upp till sammanlagt 15 m², en eller flera Attefallshus upp till sammanlagt 30 m² och en tillbyggnad på upp till 15 m². Dessutom går det att bygga två takkupor om det inte finns några tidigare, och det går att inreda en extra bostad i ett enbostadshus.
Åtgärderna får strida mot detaljplanen, vilket betyder att det går att bygga större än vad detaljplanen anger. Det går också att bygga på mark som inte får bebyggas enligt detaljplan.

### Komplementbostadshus
Komplementbostadshuset får inte ha en större byggnadsarea än 30,0 m² och inte en högre taknockshöjd än 4,0 m. Det får inte placeras närmare gränsen än 4,5 meter om inte de berörda grannarna medger det. Det är inte möjligt att placera det närmare gräns mot gata eller allmän plats. Det får inte heller placeras närmare mitten av ett järnvägsspår än 30 m om inte järnvägens infrastrukturförvaltare medger det. Kommunen kan besluta i en detaljplan att det krävs bygglov för åtgärden. På byggnader eller inom bebyggelseområden som är särskilt värdefulla från historisk, kulturhistorisk, miljömässig eller konstnärlig synpunkt gäller inte bygglovbefrielsen. Den gäller inte heller inom områden som är störda av buller från skjutfält eller flygplatser av riksintresse för totalförsvaret. För att uppföra ett komplementbostadshus krävs att man gör en anmälan och därefter får ett startbesked innan byggnadsarbetena påbörjas. För att ta i bruk byggnaden ska man först få ett slutbesked. Komplementbostadshuset utgör en särskild bostad. Det innebär att bostaden ska uppfylla de krav som till exempel plan- och byggförordningen och Boverkets byggregler ställer på en bostad. Boverkets byggregler ändras för att göra det möjligt att bygga mindre bostäder.

### Komplementbyggnad
Komplementbyggnaden får inte ha en större byggnadsarea än 30,0 m² och inte en högre taknockshöjd än 4,0 m. Byggnadsarean för komplementbyggnad och komplementbostadshus räknas samman och får tillsammans inte vara större än 30,0 m². Det är möjligt att dela upp ytan på två eller flera byggnader, så att man kan ha 20 m² komplementbostadshus och 10 m² förråd. Det får inte placeras närmare gränsen än 4,5 meter om inte de berörda grannarna medger det. Det är inte möjligt att placera det närmare gräns mot gata eller allmän plats. Det får inte heller placeras närmare mitten av ett järnvägsspår än 30 m om inte järnvägens infrastrukturförvaltare medger det. Kommunen kan besluta i en detaljplan att det krävs bygglov för åtgärden. På byggnader eller inom bebyggelseområden som är särskilt värdefulla från historisk, kulturhistorisk, miljömässig eller konstnärlig synpunkt gäller inte bygglovbefrielsen. Komplementbyggnaden kan vara till exempel garage, förråd eller gäststuga. För att uppföra en komplementbyggnad krävs att man gör en anmälan och därefter får ett startbesked innan byggnadsarbetena påbörjas. För att ta i bruk byggnaden ska man först få ett slutbesked.

### Tillbyggnad till bostadshus
Tillbyggnaden får inte ha en större bruttoarea än 15 m², vilket till exempel kan vara en tillbyggnad i en våning på 15 m² eller en tillbyggnad i två våningar som tar upp 7,5 m² på marken. Tillbyggnaden får inte vara högre än bostadshusets taknockshöjd. Den får inte placeras närmare gränsen än 4,5 meter om inte de berörda grannarna medger det. Det är inte möjligt att placera den närmare gräns mot gata eller allmän plats. Kommunen kan besluta i en detaljplan att det krävs bygglov för åtgärden. På byggnader eller inom bebyggelseområden som är särskilt värdefulla från historisk, kulturhistorisk, miljömässig eller konstnärlig synpunkt gäller inte bygglovbefrielsen. Den gäller inte heller inom områden som är störda av buller från skjutfält eller flygplatser av riksintresse för totalförsvaret. För att uppföra en tillbyggnad krävs att man gör en anmälan och därefter får ett startbesked innan byggnadsarbetena påbörjas. För att ta i bruk tillbyggnaden ska man först få ett slutbesked.

### Extra bostad
I ett enbostadshus får det inredas ytterligare en bostad, men inte i ett tvåbostadshus eller i ett komplementbostadshus. Kommunen kan besluta i en detaljplan att det krävs bygglov för åtgärden. På byggnader eller inom bebyggelseområden som är särskilt värdefulla från historisk, kulturhistorisk, miljömässig eller konstnärlig synpunkt gäller inte bygglovbefrielsen. Den gäller inte heller inom områden som är störda av buller från skjutfält eller flygplatser av riksintresse för totalförsvaret. För att inreda ytterligare en bostad krävs det att man gör en anmälan och därefter får ett startbesked innan byggnadsarbetena påbörjas. För att ta bostaden i bruk ska man först få ett slutbesked.

### Takkupor
På ett en- eller tvåbostadshus som inte har takkupor får det byggas två kupor, och om det redan finns en takkupa får det byggas ytterligare en. Takkuporna får inte innebära något ingrepp i den bärande konstruktionen och de får inte uppta mer än halva takfallet. På komplementbostadshuset går det inte att bygga bygglovbefriade takkupor. Takfallet är den sträcka som på ett hus med ett traditionellt sadeltak sträcker sig från gavel till gavel med tillägg för eventuellt taksprång. Kommunen kan besluta i en detaljplan att det krävs bygglov för åtgärden. På byggnader eller inom bebyggelseområden som är särskilt värdefulla från historisk, kulturhistorisk, miljömässig eller konstnärlig synpunkt gäller inte bygglovbefrielsen.Takkuporna kräver en anmälan, startbesked och slutbesked om arbetena berör konstruktionen av de bärande delarna.